# Nicolas Winding Refn
Nicolas Winding Refn (født 29. september 1970 i København), også kaldet Jang, er en dansk filminstruktør, manuskriptforfatter og producer. Han er søn af filminstruktør Anders Refn og filmfotograf Vibeke Winding. I 1992 startede han på Filmskolen i København. Han valgte dog at droppe uddannelsen for i stedet at lave filmen Pusher om det københavnske misbrugsmiljø, hvilket blev Refns debut som spillefilmsinstruktør. Filmen solgte i 1996 185.000 biografbilletter i Danmark og blev efterfølgende solgt til 50 lande. Han fulgte i 1999 gennembruddet op med den barske socialpsykologiske dramafilm Bleeder, der ligesom Pusher havde Kim Bodnia og Mads Mikkelsen i hovedrollerne. Bleeder havde verdenspremiere ved Filmfestivalen i Venedig i 1999 og trods en massiv markedsføring blev den kun set af omkring 91.000 mennesker i de danske biografer.
I 2001 fungerede Refn som kreativ producent på DR's gyserserie De udvalgte sammen med Jens Dahl. I 2002 instruerede han Fear X, som sin første engelsksprogede film. Filmen havde et budget på 40 millioner kroner og blev skrevet i samarbejde med den amerikanske forfatter Hubert Selby Jr. Hovedrollen spilles af John Turturro som sikkerhedsvagten Harry Caine, der bliver besat af at opklare og forstå mordet på sin gravide kone. Filmen fik verdenspremiere på Sundance Film Festival i 2003, men filmen floppede fælt omsætningsmæssigt og Refn gik konkurs. Han fik en gæld på fem millioner kroner, men han kunne i 2005 tilbagebetale pengene af indtjeningen fra Pusher II og Pusher III. I 2008 instruerede han Bronson der har Tom Hardy i hovedrollen som Charles Bronson, Storbritanniens mest voldelige fange. Året efter instruerede han vikingefilmen Valhalla Rising, der har Mads Mikkelsen i hovedrollen som en enøjet, stum vikingekriger. Valhalla Rising blev modtaget med blandede anmeldelser og floppede i biograferne.
I 2011 instruerede han actiondramaet Drive med Ryan Gosling i hovedrollen som den mystiske Driver, der er stuntmanden om dagen og flugtchauffør i den kriminelle underverden om natten. Ved Filmfestivalen i Cannes samme år vandt han prisen for bedste instruktør. Gosling spillede også hovedrollen i Refn's niende film, Only God Forgives i 2013, som blev udtaget til hovedkonkurrencen i Cannes. Gyseren The Neon Demon (2016), med Elle Fanning i hovedrollen, blev ligeledes udtaget til Cannes' hovedkonkurrence.
I 2019 stod han bag Amazon miniserien Too Old to Die Young. I 2023 havde hans serie Copenhagen Cowboy premiere på Netflix. Det er Refns første projekt på dansk siden Pusher III (2005).

## Biografi

### Tidlige liv
Nicolas Winding Refn blev født den 29. september 1970 i København som søn af filminstruktør Anders Refn og fotograf Vibeke Winding. Som otteårig flyttede han til New York med sin mor. Som 17-årig, flyttede han tilbage til København for at begynde på en gymnasieuddannelse. Efter at have taget en HF-eksamen i København i 1987, tilbragte han et år på teaterskolen The American Academy of Dramatic Arts i New York.

### Karriere
I 1992 søgte han ind på Filmskolen og blev optaget. Han valgte at droppe ud en måned før semesterstart. I starten af 1990'erne lavede han under mere private former kortfilm med titler som Dark Hatred (1993), A Fistful of Bullets og Pusher (begge 1995), film, hvor han skrev manuskript, instruerede, klippede og medvirkede. Produktionen på Pusher startede som en 5 minutters film, der blev til med hjælp fra familie, venner og bekendte. Da den lokale tv-station TV STOP i januar 1995 tog den på repertoiret, fik Balboa-produceren Henrik Danstrup øje på den og fik skaffet midlerne til at sætte spillefilm udgaven i produktion. I en alder af 24 år skrev og instruerede Nicolas Refn den ekstremt voldelige og kompromisløse Pusher. Filmen solgte 185.000 biografbilletter og blev et kultfænomen, som skaffede Nicolas Refn international kritikerros i 1996. Inspirationen er ifølge Refn kommet fra film som John Hustons Fat City (1972), John Cassavetes' The Killing of a Chinese Bookie (1973) og Martin Scorseses Taxi Driver (1976) og Goodfellas (1990).
Efter sin succesfulde debut, skrev, producerede og instruerede han sin næste film, Bleeder (1999). Filmen fokuserede på indadvendte reaktioner på udadvendte situationer. Bleeder havde premiere på Filmfestivalen i Venedig i 1999. Refn mødte Liv Corfixen under optagelserne til filmen; de blev kærester og senere gift. Refns tredje spillefilm, Fear X (2003), var hans første engelsksprogede film. Filmen havde John Turturro i hovedrollen og blev medforfattet af kultforfatteren Hubert Selby Jr. Fear X havde verdenspremiere på Sundance Film Festival. Efter den økonomisk skuffende modtagelse af Fear X, genrejste Refn sig ved at skrive, instruere og producere Pusher II (2004) og Pusher III (2005). Fortsættelserne var et resultat af debutfilmens voksende kultstatus. Denne turbulente tid i Nicolas Refns liv blev skildret af filminstruktøren Phie Ambo i dokumentarfilmen Gambler (2006), som havde premiere på Rotterdam International Film Festival i 2005. I 2005 blev Pusher-trilogiens status som internationalt fænomen cementeret, da filmene blev vist på Toronto Film Festival.
I 2008 skrev og instruerede han den voldelige og surrealistiske film Bronson, som fortalte historien om en af Englands mest berygtede fængselsfanger; Michael Peterson, der påstår, at hans alter-ego er Charles Bronson. Filmen havde premiere på Sundance Film Festival i 2009, hvor filmpressen udråbte Nicolas Refn som den næste store europæiske auteur. Med Bronson etablerede Nicolas Refn også den engelske skuespiller Tom Hardy som en eftertragtet skuespiller i filmbranchen. Derefter skrev og instruerede han den mytologiske film Valhalla Rising (2009), som havde Mads Mikkelsen i hovedrollen som den stumme viking One Eye. Valhalla Rising var inspireret af en historie, som Nicolas' mor havde læst højt for ham, da han var barn. Filmen havde premiere på Venice Film Festival i 2009, hvilket førte til, at den internationale filmpresse døbte Nicolas' filmiske stil som "Refn-esque".
Grundet succesen med Bronson og Valhalla Rising, blev Nicolas Refn tilbudt en to-filmsaftale med Wild Bunch og Gaumont, men blev afbrudt af et møde mellem ham og skuespilleren Ryan Gosling. Dette møde førte til, at han instruerede actionfilmen Drive (2011), som havde premiere på Cannes Film Festival i 2011. Her fik Nicolas Refn overrakt prisen for Best Director af Robert De Niro, som var præsident for juryen i 2011. Drive blev mødt med stor ros hos både filmanmeldere og publikum. Efter succesen med Drive, vendte han tilbage til samarbejdet med Wild Bunch og Gaumont. Nicolas Refn skrev og instruerede filmen Only God Forgives (2013), som havde også havde Ryan Gosling i hovedrollen. Filmen havde premiere på Cannes Film Festival i 2013, hvor den kandiderede til at vinde Palme d'Or-prisen. Filmen blev mødt med polariserende anmeldelser, hvilket, ironisk nok, førte til filmens succes.
I 2015 skrev, instruerede og producerede Nicolas Refn gyserfilmen The Neon Demon (2016), som er hans anden film i samarbejdet med Wild Bunch og Gaumont. Filmen fik verdenspremiere på Cannes Film Festival, hvor den blev udtaget til hovedkonkurrencen. Den har den amerikanske skuespillerinde Elle Fanning i hovedrollen. I 2019 stod han bag Amazon miniserien Too Old to Die Young, der har Miles Teller og Augusto Aguilera i hovedrollerne. Refn betragtede den 10 afsnit lange serie som én lang film, og den har ikke været tænkt som en serie, der skulle køre over flere sæsoner, men som en afsluttet miniserie. I 2023 havde hans serie, Copenhagen Cowboy premiere på Netflix. Serien er Refns første projekt på dansk i over halvandet årti.

### Urealiserede projekter
I 2003 skrev han et manuskript kaldet Billy's People sammen med den amerikanske manuskriptforfatter Nicholas St. John. Filmen blev dog aldrig realiseret på grund af Fear X floppede. I 2007 fortalte han i Den 11. time i et helt program om sin aldrig realiserede film Liberty Jones. I 2010 var det planlagt at Refn skulle instruere Paul Schraders manuskript Dying of the Light med Harrison Ford i hovedrollen. Refn opgav projektet for i stedet at instruere Drive. Schrader instruerede Dying of the Light med Nicolas Cage og Anton Yelchin i hovedrollerne.
I 2009 var der rygter om at han skulle instruere en moderne genfortælling af Dr. Jekyll og Mr. Hyde med Keanu Reeves i hovedrollen.
I 2012 var Refn i forhandlinger om at instruere den kommende filmatisering af 80'er-serien The Equalizer. Refn og Sony Pictures bakkede ud af projektet af ukendte årsager. Filmatiseringen blev i stedet instrueret af Antoine Fuqua i 2014 og havde Denzel Washington i hovedrollen. I 2016 fortalte han at han var blevet tilbudt af instruere James Bond filmen Spectre med Daniel Craig i rollen som Bond.

### Personligt liv
Refn bor på Østerbro i København. Han er gift med skuespilleren Liv Corfixen med hvem han har to døtre. Corfixen skildrede deres private og professionelle liv under produktionen af Only God Forgives i dokumentarfilmen My Life Directed by Nicolas Winding Refn i 2014. I 2008 var han medstifter af produktionsselskabet Space Rocket Nation sammen med Lene Børglum.
Ved filmfestivalen i Cannes i 2011 kaldte Refn Lars von Triers bemærkninger omkring nazismen og Hitler for frastødende. Ved festivalen i 2016 udtalte Refn at von Trier en mand, der havde toppet, efter at have taget for mange stoffer.

## Priser
Nicolas Winding Refn fik i 2011 prisen som bedste instruktør på Filmfestivalen i Cannes for filmen Drive, som er indspillet i USA. I 2006 blev han hædret med prisen Emerging Masters på USAs største internationale filmfestial Seattle International Film Festival (SIFF). Han modtog prisen, fordi hans arbejde med Pusher-trilogien havde en original tone og en kunstnerisk vision. I 2013 vandt hans film Only God Forgives Sydney Film Prize, hovedprisen ved Sydney Film Festival - med prisen fulgte 60.000 australske dollar.

## Filmografi

### Film
| År   | Titel             | Instruktør | Manuskript | Producer |
| ---- | ----------------- | ---------- | ---------- | -------- |
| 1996 | Pusher            | Ja         | Ja         | Nej      |
| 1999 | Bleeder           | Ja         | Ja         | Ja       |
| 2003 | Fear X            | Ja         | Ja         | Nej      |
| 2004 | Pusher II         | Ja         | Ja         | Ja       |
| 2005 | Pusher III        | Ja         | Ja         | Nej      |
| 2008 | Bronson           | Ja         | Ja         | Nej      |
| 2009 | Valhalla Rising   | Ja         | Ja         | Nej      |
| 2011 | Drive             | Ja         | Nej        | Nej      |
| 2013 | Only God Forgives | Ja         | Ja         | Nej      |
| 2016 | The Neon Demon    | Ja         | Ja         | Ja       |

Filmoptrædener
| År   | Titel                                    | Rolle    | Noter      |
| ---- | ---------------------------------------- | -------- | ---------- |
| 1996 | Pusher                                   | Brian    |            |
| 2005 | Kinamand                                 | Lægen    |            |
| 2013 | Jodorowsky's Dune                        | Sig selv | Dokumentar |
| 2015 | My Life Directed by Nicolas Winding Refn | Sig selv | Dokumentar |

### TV
| Year | Title                             | Instruktør | Executive Producer | Manuskript | Skaber | Noter   |
| ---- | --------------------------------- | ---------- | ------------------ | ---------- | ------ | ------- |
| 2009 | Agatha Christie's Marple: Nemesis | Ja         | Nej                | Nej        | Nej    | TV film |
| 2019 | Too Old to Die Young              | Ja         | Ja                 | Ja         | Ja     |         |
| 2022 | Copenhagen Cowboy                 | Ja         | Ja                 | Nej        | Ja     |         |

### Musikvideoer
| År   | Titel          | Kunstner |
| ---- | -------------- | -------- |
| 1999 | "Psycho Power" | Bleeder  |

### Computerspil
| År   | Spil            | Rolle    | Noter    |
| ---- | --------------- | -------- | -------- |
| 2019 | Death Stranding | Heartman | 3D model |